# Králičí nora (internet)
Králičí nora (z anglického rabbit hole) je pojem z oblasti mediálních studií, který popisuje fenomén selektivního výběru informací uživateli internetu.

## Definice
Iniciativa AI dětem definuje tento pojem takto: „V kontextu sociálních sítí je Rabbit Holes termín pro proces, kdy uživatel prochází různými odkazy a příspěvky na sociálních sítích, které ho vedou stále hlouběji k novým a novým informacím, a ztrácí tak přehled o tom, co původně hledal nebo jak dlouho už obsah prochází." To může negativně ovlivnit nebo přímo radikalizovat uživatele, kteří většinou patří ke skupinám, jež jsou považovány za citlivé (např. starší občané, etnické menšiny, děti a mládež, duševně handicapovaní lidé, lidé s poruchami učení apod.). Je to způsobeno ztrátou kontaktu s různorodými informacemi a zaseknutím se v sociálních bublinách nebo komnatách ozvěn.
V těchto rabbit holes často vzkvétají extrémistické a konspirační skupiny (např. QAnon, případně Dělnická mládež; názory na to, jestli je tato skupina extremistická, se ale liší), a šíří se dezinformace. Také může hrozit riziko zhlédnutí násilného obsahu, které je ale poslední dobou[kdy?] poměrně ojedinělé.[zdroj⁠?!]

## Historie termínu
Nejstarší dochovaný záznam tohoto výrazu je ze 17. století. Metaforickou verzi tohoto termínu použil až autor Lewis Carroll ve svém díle Alenka v říši divů, z roku 1865. Oxfordský slovník angličtiny zaznamenal první narážku na tento termín ve vydání časopisu The Yale Law Journal z roku 1938: „ Je to králičí nora, kterou jsme spadli do práva, a tomu, kdo jí prošel, není divné žádné podivné představení (It is the Rabbit-Hole down which we fell into the Law, and to him who has gone down it, no queer performance is strange ) .“ Po většinu 20. století se pojem králičí nora používal pro označení bizarních a iracionálních zážitků, označení magických, náročných a dokonce nebezpečných míst a poloh, podobně jako v Carollově převrácené říši divů.
V roce 2015 Kathryn Schulz poznamenala pro časopis The New Yorker, že se pojem králičí nora v informačním věku dále vyvinul: ,, V dnešní době, když řekneme, že jsme spadli do králičí nory, málokdy tím myslíme, že jsme skončili na nějakém psychedelicky podivném místě. Myslíme tím, že nás něco zaujalo až k rozptýlení – obvykle náhodou a v takové míře, kterou by si dané téma jen zdánlivě zasloužilo. “

## Rabbit holes v různých médiích

### TikTok
TikTok uživatele efektivně zařazuje do určité sociální bubliny a komnaty ozvěn. Spousta uživatelů si všimla až překvapivě přesného doporučování videí. Na toto znepokojení reagoval deník The Wall Street Journal, který se rozhodl experimentovat s automatizovanými účty. Naprogramovali tak více než stovku účtů ovládaných roboty, které napodobovaly zájmy určitých lidí – zájem o politiku, přírodu, domácí zvířata apod. Pomocí tohoto experimentu zjistili, jak algoritmus TikToku přibližně funguje.
TikTok nejdříve uživatelům nabídne širokou nabídku videí a následně sleduje, u kterých videí se uživatel pozastavil, přečetl si komentáře, přehrál ho opakovaně, nebo ho naopak přeskočil. Na základě času stráveného nad jednotlivými videi pak doporučuje lépe cílený obsah. Jakmile přesně vyselektuje zájmy konkrétního uživatele, stává se obsah radikálnějším. Cílem je vyprovokovat emoce, aby uživatel zůstal na platformě déle.
Příkladem může být uživatel, jehož zajímá zdravý životní styl. Algoritmus postupně zjistí, že mu jde hlavně o cvičení a konkrétněji o posilování a nabírání svalové hmoty. Za chvíli už na domovské stránce nemá jiná videa než ta týkající se tohoto obsahu. To může ale tohoto uživatele zavést do rabbit hole – králičí nory – plné počítání kalorií a extrémního cvičení.
Podle americké studie The dangers of the rabbit hole: Reflections on social media as a portal into a distorted world of edited bodies and eating disorder risk and the role of algorithms způsobuje přehnané používání sociálních sítí u mladých lidí zvýšené riziko výskytu poruch příjmu potravy, což hodnocení rabbit holes na TikToku nebo Instagramu výrazně zhoršuje.
TikTok se pokusil svůj obsah moderovat, nicméně spousta videí jejich filtrem stále proniká. Tento filtr je navíc efektivní hlavně u obsahu v angličtině, a tak se moderace na videa v jiných jazycích téměř nedá uplatnit.[zdroj?]

### YouTube
Před rokem 2017 začal výzkumný tým společnosti Google Google Brain vyvíjet nový algoritmus pro YouTube, který měl zodpovídat za doporučování nových videí. Ten fungoval na bázi umělé neuronové sítě, napodobující přirozené fungování neuronů v mozku. Tento algoritmus byl schopen vyvodit hraniční vztahy mezi videi, které lidský mozek nebyl schopen zaregistrovat.
Tento algoritmus využíval umělou inteligenci, která měla dvě funkce.
První z nich byla vyhodnocovat doporučovaná videa na základě historie uživatele a aktivity uživatelů s podobnými zájmy. Druhá spočívala v přidělování skóre těmto videím. Aspekty, podle nichž se skóre určovalo, nebyly zcela vysvětleny, je ale potvrzeno, že v nich hrála velkou roli doba, která uplynula od publikování videa nebo frekvence, s jakou tvůrce videa publikoval.
Tento algoritmus ze začátku fungoval dobře, jenže po nějaké době přestal být efektivní. Uživatelé se rychle dostali do řady videí na stejné bázi, kvůli čemuž se začali postupně nudit a platformu opouštěli. Také se občas dělo, že uživatel začal sledovat videa s tematikou kritiky feminismu, postupně se mu začala doporučovat videa s mužskými právy a nadvládou bílých a skončili u násilných videí.
Google Brain tak začal vyvíjet nový algoritmus, kterému se v současnosti[kdy?] říká Reinforce. Jeho funkce spočívá v doporučování videí nejen s obsahem, který uživatele zajímá, ale i s obsahem, který by uživatele potenciálně mohl zajímat. Díky tomu zůstane uživatel na YouTube podstatně déle, protože nemá na domovské stránce pouze jednolitou sadu videí, ale může si vybrat mezi několika zajímavými tématy.
V současnosti je vzácné, aby se někdo od videí s koťátky dostal k těm s extrémistickým obsahem, jelikož to současný algoritmus nepodporuje. Tento obsah ale YouTube nabízí lidem, jež o něj podle algoritmu mají zájem (např. odebírají kanály, které se o těchto tématech kladně vyjadřují, v minulosti už taková videa zhlédli apod.).
YouTube ve svém algoritmu neustále provádí malé změny, které se týkají i extrémistických videí.[zdroj⁠?!]

### Facebook
V roce 2019 a 2020 založil výzkumný tým Facebooku automatizované profily, aby prozkoumal roli platformy v radikalizaci uživatelů a šíření dezinformací. Jeden z těchto účtů byl pojmenován Carol Smith. Carol byla definována jako politicky konzervativní matka vychovávající své děti v křesťanství a sledovala oficiální účet Donalda Trumpa, Fox News a některé další. Po dvou dnech začal Facebook Carol doporučovat skupiny podporující QAnon. Přestože se Carol nepřipojila ani k jedné z těchto skupin, její domovská stránka byla zanedlouho plná skupin a stránek, které přímo porušovaly pravidla Facebooku, včetně nenávistných projevů nebo dezinformací.
Výsledky tohoto účtu byly pojmenovány „Carol's Journey to QAnon“, uloženy a v předány produktové manažerce Facebooku Frances Haugen, která v květnu 2021 ale podala výpověď a veřejně se vyjádřila ve smyslu, že Facebook upřednostňuje výdělek před bezpečím svých uživatelů.
V druhé polovině roku 2023 podalo 33 států USA žalobu na společnost Meta, která vlastní Facebook, Instagram, WhatsApp a Messenger. V ní byla společnost obviněna z manipulování mladého publika k extenzivnímu využívání jejích sociálních sítí, konstruování toxických rabbit holes a porušování práva dětí na soukromí v online prostředí, jelikož společnost sbírala data dětí bez souhlasu jejich zákonných zástupců.

### Instagram
Na Instagram lidé publikují pečlivě vybrané obrázky, které je uvádí do lepšího světla v očích ostatních lidí. Ve finále má Instagram podobný algoritmus jako Facebook až na to, že upřednostňuje okamžité zapojení místo personalizace.
Kvůli touze být co nejpopulárnější a nejhezčí vznikají na Instagramu tendence k ponoukání k poruchám příjmu potravy. Kvůli tomuto byl zablokován např. hashtag #thighgap, který výrazně propagoval mezeru mezi stehny jako ideál krásy. Pod tímto hashtagem se často objevovaly příspěvky holdující PPP tak často, až se ho rozhodl Instagram zablokovat. Uživatelé na to ale reagovali pouhými záměnami písmen a komolením slov, z čehož vzniklo např. #thyghgapp. Ukázalo se, že čím víc je hashtag zkomolený, tím radikálnější a škodlivější obsah se pod ním objevuje. Na tomto případu jde ale vidět, že blokování jednotlivých hashtagů nepomáhá.

## Konkrétní příklady
Konkrétní případ lze vidět na botovi s uživatelským jménem Kentucky_96, což byl jeden z experimentálních účtů The Wall Street Journal. Tento bot byl naprogramován tak, aby ho zajímala videa s tematikou smutku. Za pouhých 36 minut byl tento účet uvězněn v rabbit hole plné tematiky depresí, úzkostí, sebevražedných myšlenek a pobízení k sebepoškozování.
Další z účtů nastavený k zájmu o politiku zase[ujasnit] skončil v rabbit hole konspiračních teorií, QAnonu a krajně pravicových názorů.

## Rizika králičích děr
Je důležité si uvědomit, že králičí nory na internetu představují reálné nebezpečí. I když mohou být občas velice lákavé a zábavné, mohou představovat závažné důsledky pro naše mentální zdraví a produktivitu. Je důležité si být těchto nebezpečí vědom, abychom se mohli vyhnout někdy i závažným důsledkům.

### Nebezpečný obsah
Jedním z možných nebezpečí králičích děr je možnost setkání s nevhodným obsahem. Králičí nory jsou sice obvykle zdrojem zajímavých a neškodných informací, ale zřídkakdy mohou přivést uživatele k nebezpečnému a znepokojivému obsahu. Ten může obsahovat například nejenom dezinformace a konspirační teorie, ale také grafický, až násilný obsah. Algoritmus mnoha platforem může tento problém navíc ještě zhoršit, jelikož nás jedním kliknutím dokáže zavést ke stále extrémnějšímu a škodlivějšímu obsahu. Tento obsah poté může zanechat na uživateli dlouhodobé emocionální následky a vést k násilnějšímu chování.

### Mentální zdraví
Králičí nory mohou mít také značný dopad na mentální zdraví. Neustálý přísun znepokojivých a negativních informací může vést ke stresu, úzkostem a dalším psychickým problémům.
Mimo to může návyková povaha těchto králičích nor vést ke až ke závislosti. U těchto osob se závislost může projevit tím, že tráví více času online, a když nejsou online, stoupají pocity úzkosti, což je jeden z příznaků abstinence.

### Manipulace
Brouzdáním v králičích norách se můžeme snadno stát také obětí manipulace. Algoritmus mnoha internetových platforem může vést uživatele cestou stále extrémnějšího, nebo neobjektivního obsahu a tímto způsobem formovat jejich názory a přesvědčení, aniž by si toho byli na začátku plně vědomi. Dezinformace, propagandistické zprávy a konspirační teorie mohou změnit uživatelovo vnímání reality a přispět k rozvoji paranoidních myšlenek a k radikalizaci. Je proto zásadní, aby byli uživatelé při procházení králičími norami opatrní, dívali se na informace s kritickým pohledem a ověřovali si je ze spolehlivých zdrojů. 

### Dopady na produktivitu a pozornost
Dalším z rizik králičích nor je jejich schopnost ovlivňovat uživatelovu produktivitu a pozornost, což vede ke snížení soustředění a nárůstu rozptýlení. Uživatelé mohou ztratit hodiny sledováním videí na YouTube, pročítáním diskuzí na sociálních sítích, nebo čtením kontroverzních článků. Studie ukázaly, že 77% zaměstnanců používá při své práci sociální média a často se tak dostávají do králičích nor, což může vést ke značnému snížení produktivity.Neustálé rolování a konzumace obsahu králičích nor může vést také ke snížení pozornosti. Jak si uživatelé přivykají na neustálí přísun nových a nových informací, snižuje se jejich schopnost soustředit na jeden úkol po delší dobu. To může mít dlouhodobý vliv na kognitivní schopnosti, včetně paměti a porozumění.

## Jak se bránit

### Prevence
- Nastavte si čas, po kterém sociální síť opustíte. Snížíte tak riziko setkání se škodlivým obsahem apod.
- Než ji otevřete, uvědomte si, proč ji vůbec zapínáte. Díky tomu předejdete zapomenutí na účel návštěvy nebo ztrácení času.
- Pokud narazíte na něco, co byste rádi vyhledali, uložte si to na později. Jestli je toto téma důležité, vzpomenete si na něj i později. Tímto předejdete spontánnímu spadnutí do jedné z rabbit holes.[17]
- Sledujte pouze účty, které vám jsou užitečné, inspirují vás apod. Tímto se vyvarujete tomu, aby si vás algoritmus zařadil jako zájemce o konspirační teorie nebo poruchy příjmu potravy.
- Nezapojujte se do hádek v komentářích. Pokud zůstanete na příspěvku, který ve vás vzbudí negativní emoce, nebo s ním budete rovnou interagovat formou komentářů, algoritmus si to může vyložit jako zájem o téma v příspěvku.
- Využijte ochranu soukromí naplno. Díky nástrojům, které ochrana soukromí poskytuje, můžete nastavit, kdo může sledovat váš účet nebo vás kontaktovat. Prostřednictvím toho se můžete vyvarovat tomu, aby vám někdo zasílal nevyžádaný obsah.
- Nahlašujte toxický obsah nebo hashtagy. Díky tomu můžete více moderovat obsah na své domovské stránce.
- Blokujte nebo nahlašujte uživatele, kteří dlouhodobě zveřejňují škodlivý obsah. Nebudou se vám tak zobrazovat na domovské ani vyhledávací stránce a nebudou vás moct kontaktovat.
- Vyhýbejte se clickbaitům, které jsou často designované, aby vybízely ke sledování škodlivého obsahu.
- Občas praktikujte digitální detox. Ten vám může pomoct k uvolnění od počínající závislosti a k pročištění hlavy od nejrůznějšího obsahu, včetně toho škodlivého.[18]
- Vzdělejte se v oblasti mediální gramotnosti. Pomocí těchto znalostí dokážete vyhodnotit pravdivé a lživé informace a naučíte se poznávat určitý systém, kterým rabbit holes a internetové extremistické skupiny fungují.
- Pokud začínáte mít pochyby o tom, jestli náhodou do některé z těchto děr nepadáte, vyhledejte pomoc blízkých. Svěřte se jim s tím, co si myslíte a co řešíte. Často vám lidé ve vašem okolí dokážou dát určitou oporu a uvést vás zpět do reality.

### Únik

#### Jak pomoct ostatním
- Pokud se vám váš blízký svěří s hraničními názory, které dříve nezastával (např. strach z vakcín, výroky proti ženám nebo určitým národnostem), odpovídejte s empatií a porozuměním, aniž byste ho v těchto názorech podporovali. Jestli tento člověk opustí vaši konverzaci s výrazně negativními pocity, může se upnout na skupiny s extrémistickými názory ještě pevněji.
- Představte si uvěznění v konspirační rabbit hole jako druh závislosti, stejně jako je hraní videoher nebo netolismus. Když se podíváte na paralely, spousta strategií pro boj se závislostmi může být aplikováno i na tyto rabbit holes.[19]
- Jakmile jsou logické a racionální argumenty neúčinné, může pomoct obsah sociálních sítí, který je tvořen fyzickými osobami, ne vládou.
- V nejextrémnějších případech funguje převážně pouze násilná hospitalizace nebo deradikalizační program pro tyto osoby.[20]

#### Jak se dostat z rabbit hole
Z rabbit hole je v zásadě stejná cesta, jako když dodržujete základní prevenci, která je uvedena výše.
- Používejte některé z mnoha aplikací a rozšíření prohlížečů, které mohou i blokovat určitá média, nebo nastavovat čas, který na nich strávíte.
- Sítě mají často funkce „not interested", díky které můžete označovat obsah, který je součástí rabbit hole, za nezajímavý. Algoritmy, jež se snaží vás na síti co nejdéle udržet, se budou snažit najít něco jiného, co by vás mohlo zajímat.
- Případně vyhledejte profesionální pomoc. Jestliže máte pocit, že vás sociální sítě negativně ovlivňují, nebo vás rovnou stáhli do konspiračních teorií, životního stylu, který je ohrožující pro vaše zdraví apod., odborná pomoc je pravděpodobně ta nejlepší cesta ven.[18]

## Pozitiva králičích nor
I když je důležité si být vědomi nebezpečí králích děr na internetu, neměli bychom zapomínat ani na jejich pozitivní stránky.

### Zmírnění stresu
Jednou z výhod králičích nor, podle výzkumu, který provedla Kaitlin Wolley, docentka marketingu a spoluautorka knihy “Down a Rabbit Hole: How Prior Media Consumption Shapes Subsequent Media Consumption“, je, že lidem pomáhají se zmírněním stresu pomocí odvádění pozornosti. Podle streamovací služby Philo se 55% Američanů vnímá televizi jako způsob, jak zmírnit stres nebo úzkost. Streamovací služby mohou také například záměrně zmírnit úzkosti tím, že pod svůj obsah zahrnou společné téma, jakým je například komedie. 

### Inspirace
Králičí nory v nás také mohou vyvolat inspiraci. Mnoho lidí na internetu objevuje nová umělecký díla, nápady a koncepty, které mohou podnítit uživatelovo tvůrčí myšlení. Inspirace může přijít z prohlížení uměleckých děl na sociálních sítích, sledování videí na YouTube nebo čtení příběhů na blogových stránkách.

### Nové vědomosti
Králičí nory jdou také využít pro získání nových znalostí. Na internetu lze najít mnoho informací o široké škále témat, od vědeckých objevů a historických událostí, až po praktické dovednosti a rady. Ponořením do těchto králičích nor může uživatel nalézt informace, které ho obohatí a pomohou mu rozšířit jeho znalosti.

### Rozšíření obzoru
Králičí nory mohou přispět k rozšíření obzoru a porozumění světu okolo náš. Prozkoumávání různých perspektiv, odlišných kultur a názorů může pomoci uživateli lépe porozumět odlišnostem. Sledováním dokumentárních filmů, čtením cizojazyčných zpravodajských stránek a diskutováním s lidmi z různých koutů světa na sociálních sítích dokáže vytvořit tolerantnější pohled na okolní svět.